# WTA Tour 1996
Die WTA Tour 1996 (offiziell: Corel WTA Tour 1996) war der 26. Jahrgang der Damentennis-Turnierserie, die von der Women’s Tennis Association ausgetragen wird.
Die Teamwettbewerbe Hopman Cup und Fed Cup sind nicht Bestandteil der WTA Tour. Hier werden sie aufgeführt, da die Spitzenspielerinnen diese Turniere in der Regel spielen.

## Turnierplan
| Kategorie          |
| ------------------ |
| Grand Slam         |
| Tour Championships |
| Tier I             |
| Tier II            |
| Tier III           |
| Tier IV            |

| Sonstige          |
| ----------------- |
| Hopman Cup        |
| Fed Cup           |
| Olympische Spiele |

### Erklärungen
Die Zeichenfolge von z. B. 128E/96Q/64D/32M hat folgende Bedeutung:

128E = 128 Spielerinnen spielen im Einzel

96Q = 96 Spielerinnen spielen die Qualifikation

64D = 64 Paarungen spielen im Doppel

32M = 32 Paarungen spielen im Mixed

### Januar
| Datum 1 | Turnier                                                                                     | Sieger(in)                           | Finalgegner(in)                      | Ergebnis      |
| ------- | ------------------------------------------------------------------------------------------- | ------------------------------------ | ------------------------------------ | ------------- |
| 01.01.  | Hopman Cup Perth, Australien ITF – 700.000 $ Hartplatz                                      | Iva Majoli Goran Ivanišević          | Martina Hingis Marc Rosset           | 2:1           |
| 01.01.  | Amway Classic Auckland, Neuseeland Tier IV – 107.500 $ Hartplatz – 32E/32Q/16D              | Sandra Cacic                         | Barbara Paulus                       | 6:3, 1:6, 6:4 |
| 01.01.  | Amway Classic Auckland, Neuseeland Tier IV – 107.500 $ Hartplatz – 32E/32Q/16D              | Els Callens Julie Halard-Decugis     | Jill Hetherington Kristine Radford   | 6:1, 6:0      |
| 08.01.  | Peters International Sydney, Australien Tier II – 342.500 $ Hartplatz – 28E/32Q/16D         | Monica Seles                         | Lindsay Davenport                    | 4:6, 7:6, 6:3 |
| 08.01.  | Peters International Sydney, Australien Tier II – 342.500 $ Hartplatz – 28E/32Q/16D         | Lindsay Davenport Mary Joe Fernández | Lori McNeil Helena Suková            | 6:3, 6:3      |
| 08.01.  | Schweppes Tasmanian Open Hobart, Australien Tier IV – 107.500 Hartplatz – 32E/32Q/16D/8Q    | Julie Halard-Decugis                 | Mana Endō                            | 6:1, 6:2      |
| 08.01.  | Schweppes Tasmanian Open Hobart, Australien Tier IV – 107.500 Hartplatz – 32E/32Q/16D/8Q    | Yayuk Basuki Kyōko Nagatsuka         | Kerry-Anne Guse Park Sung-hee        | 7:6, 6:3      |
| 15.01.  | Australian Open Melbourne, Australien Grand Slam – 3.970.000 $ Hartplatz – 128E/64Q/64D/32M | Monica Seles                         | Anke Huber                           | 6:4, 6:1      |
| 15.01.  | Australian Open Melbourne, Australien Grand Slam – 3.970.000 $ Hartplatz – 128E/64Q/64D/32M | Chanda Rubin Arantxa Sánchez Vicario | Lindsay Davenport Mary Joe Fernández | 7:5, 2:6, 6:4 |
| 15.01.  | Australian Open Melbourne, Australien Grand Slam – 3.970.000 $ Hartplatz – 128E/64Q/64D/32M | Larisa Neiland Mark Woodforde        | Nicole Arendt Luke Jensen            | 4:6, 7:5, 6:0 |
| 29.01.  | Toray Pan Pacific Open Tokio, Japan Tier I – 926.250 $ Teppich (Halle) – 28E/23Q/16D        | Iva Majoli                           | Arantxa Sánchez Vicario              | 6:4, 6:1      |
| 29.01.  | Toray Pan Pacific Open Tokio, Japan Tier I – 926.250 $ Teppich (Halle) – 28E/23Q/16D        | Gigi Fernández Natallja Swerawa      | Mariaan de Swardt Irina Spîrlea      | 7:67, 6:3     |

### Februar
| Datum 1 | Turnier                                                                                                   | Siegerin                             | Finalgegnerin                         | Ergebnis       |
| ------- | --- | ------------------------------------ | ------------------------------------- | -------------- |
| 12.02.  | Open Gaz de France Paris, Frankreich Tier II – 450.000 $ Teppich (Halle) – 28E/32Q/16D                    | Julie Halard-Decugis                 | Iva Majoli                            | 7:5, 7:64      |
| 12.02.  | Open Gaz de France Paris, Frankreich Tier II – 450.000 $ Teppich (Halle) – 28E/32Q/16D                    | Kristie Boogert Jana Novotná         | Julie Halard-Decugis Nathalie Tauziat | 6:4, 6:3       |
| 19.02.  | Faber Grand Prix Essen, Deutschland Tier II – 450.000 $ Teppich (Halle) – 28E/16D                         | Iva Majoli                           | Jana Novotná                          | 7:5, 1:6, 7:66 |
| 19.02.  | Faber Grand Prix Essen, Deutschland Tier II – 450.000 $ Teppich (Halle) – 28E/16D                         | Meredith McGrath Larisa Neiland      | Lori McNeil Helena Suková             | 3:6, 6:3, 6:2  |
| 19.02.  | IGA Tennis Classic Oklahoma City, Vereinigte Staaten Tier III – 164.250 $ Hartplatz (Halle) – 32E/20Q/16D | Brenda Schultz-McCarthy              | Amanda Coetzer                        | 6:3, 6:2       |
| 19.02.  | IGA Tennis Classic Oklahoma City, Vereinigte Staaten Tier III – 164.250 $ Hartplatz (Halle) – 32E/20Q/16D | Chanda Rubin Brenda Schultz-McCarthy | Katrina Adams Debbie Graham           | 6:4, 6:3       |
| 26.02.  | EA-Generali Open Linz, Österreich Tier III – 164.250 $ Teppich (Halle) – 32E/32Q/16D                      | Sabine Appelmans                     | Julie Halard-Decugis                  | 6:2, 6:4       |
| 26.02.  | EA-Generali Open Linz, Österreich Tier III – 164.250 $ Teppich (Halle) – 32E/32Q/16D                      | Manon Bollegraf Meredith McGrath     | Rennae Stubbs Helena Suková           | 6:4, 6:4       |

### März
| Datum 1 | Turnier                                                                                           | Siegerin                             | Finalgegnerin                         | Ergebnis |
| ------- | ------------------------------------------------------------------------------------------------- | ------------------------------------ | ------------------------------------- | -------- |
| 04.03.  | State Farm Evert Cup Indian Wells, Vereinigte Staaten Tier II – 550.000 $ Hartplatz – 56E/32Q/28D | Steffi Graf                          | Conchita Martínez                     | 7:6, 7:6 |
| 04.03.  | State Farm Evert Cup Indian Wells, Vereinigte Staaten Tier II – 550.000 $ Hartplatz – 56E/32Q/28D | Chanda Rubin Brenda Schultz-McCarthy | Julie Halard-Decugis Nathalie Tauziat | 6:1, 6:4 |
| 18.03.  | The Lipton Championships Miami, Vereinigte Staaten Tier I – 1.550.000 $ Hartplatz – 96E/64Q/48D   | Steffi Graf                          | Chanda Rubin                          | 6:1, 6:3 |
| 18.03.  | The Lipton Championships Miami, Vereinigte Staaten Tier I – 1.550.000 $ Hartplatz – 96E/64Q/48D   | Jana Novotná Arantxa Sánchez Vicario | Meredith McGrath Larisa Neiland       | 6:4, 6:4 |

### April
| Datum 1 | Turnier                                                                                                   | Siegerin                                        | Finalgegnerin                     | Ergebnis      |
| ------- | --- | ----------------------------------------------- | --------------------------------- | ------------- |
| 01.04.  | Family Circle Mag. Cup Hilton Head Island, Vereinigte Staaten Tier I – 926.250 $ Sandplatz – 28E/32Q/16D  | Arantxa Sánchez Vicario                         | Barbara Paulus                    | 6:2, 2:6, 6:2 |
| 01.04.  | Family Circle Mag. Cup Hilton Head Island, Vereinigte Staaten Tier I – 926.250 $ Sandplatz – 28E/32Q/16D  | Jana Novotná Arantxa Sánchez Vicario            | Gigi Fernández Mary Joe Fernández | 6:2, 6:3      |
| 08.04.  | Bausch & Lomb Championships Amelia Island, Vereinigte Staaten Tier II – 450.000 $ Sandplatz – 56E/25Q/28D | Irina Spîrlea                                   | Mary Pierce                       | 6:7, 6:4, 6:3 |
| 08.04.  | Bausch & Lomb Championships Amelia Island, Vereinigte Staaten Tier II – 450.000 $ Sandplatz – 56E/25Q/28D | Chanda Rubin Arantxa Sánchez Vicario            | Meredith McGrath Larisa Neiland   | 6:1, 6:1      |
| 08.04.  | Danamon Indonesia Open Jakarta, Indonesien Tier III – 164.250 $ Hartplatz – 32E/31Q/16D                   | Linda Wild                                      | Yayuk Basuki                      | kampflos      |
| 08.04.  | Danamon Indonesia Open Jakarta, Indonesien Tier III – 164.250 $ Hartplatz – 32E/31Q/16D                   | Rika Hiraki Naoko Kijimuta                      | Laurence Courtois Nancy Feber     | 7:62, 7:5     |
| 15.04.  | Japan Open Tokio, Japan Tier III – 164.250 $ Hartplatz – 32E/26Q/16D/8Q                                   | Kimiko Date                                     | Amy Frazier                       | 7-5, 6-4      |
| 15.04.  | Japan Open Tokio, Japan Tier III – 164.250 $ Hartplatz – 32E/26Q/16D/8Q                                   | Kimiko Date Ai Sugiyama                         | Amy Frazier Kimberly Po           | 7:6, 6:7, 6:3 |
| 29.04.  | “M” Elektronika Cup Bol, Kroatien Tier IV – 107.500 $ Sandplatz – 32E/19Q/16D                             | Gloria Pizzichini                               | Silvija Talaja                    | 6:0, 6:2      |
| 29.04.  | “M” Elektronika Cup Bol, Kroatien Tier IV – 107.500 $ Sandplatz – 32E/19Q/16D                             | Laura Montalvo Paola Suárez                     | Alexia Dechaume Alexandra Fusai   | 6:7, 6:3, 6:4 |
| 29.04.  | Rexona Cup Hamburg, Deutschland Tier II – 450.000 $ Sandplatz – 28E/14D                                   | Arantxa Sánchez Vicario                         | Conchita Martínez                 | 4:6, 7:6, 6:0 |
| 29.04.  | Rexona Cup Hamburg, Deutschland Tier II – 450.000 $ Sandplatz – 28E/14D                                   | Arantxa Sánchez Vicario Brenda Schultz-McCarthy | Gigi Fernández Martina Hingis     | 4:6, 7:6, 6:4 |

### Mai
| Datum 1 | Turnier                                                                                 | Sieger(in)                            | Finalgegner(in)                                  | Ergebnis       |
| ------- | --------------------------------------------------------------------------------------- | ------------------------------------- | ------------------------------------------------ | -------------- |
| 06.05.  | Budapest Lotto Open Budapest, Ungarn Tier IV – 107.500 $ Sandplatz – 32E/27Q/16D        | Ruxandra Dragomir                     | Melanie Schnell                                  | 7:6, 6:1       |
| 06.05.  | Budapest Lotto Open Budapest, Ungarn Tier IV – 107.500 $ Sandplatz – 32E/27Q/16D        | Katrina Adams Debbie Graham           | Radka Bobková Eva Melicharová                    | 6:3, 7:6       |
| 06.05.  | Italian Open Rom, Italien Tier I – 926.250 $ Sandplatz – 56E/12Q/28D                    | Conchita Martínez                     | Martina Hingis                                   | 6:2, 6:3       |
| 06.05.  | Italian Open Rom, Italien Tier I – 926.250 $ Sandplatz – 56E/12Q/28D                    | Arantxa Sánchez Vicario Irina Spîrlea | Gigi Fernández Martina Hingis                    | 6:4, 3:6, 6:3  |
| 13.05.  | German Open Berlin, Deutschland Tier I – 926.250 $ Sandplatz – 56E/16Q/28D              | Steffi Graf                           | Karina Habšudová                                 | 4:6, 6:2, 7:5  |
| 13.05.  | German Open Berlin, Deutschland Tier I – 926.250 $ Sandplatz – 56E/16Q/28D              | Meredith McGrath Larisa Neiland       | Martina Hingis Helena Suková                     | 6:1, 5:7, 7:6  |
| 13.05.  | Rover Championships Cardiff, Großbritannien Tier IV – 107.500 $ Sandplatz – 32E/27Q/16D | Dominique van Roost                   | Laurence Courtois                                | 6:4, 6:2       |
| 13.05.  | Rover Championships Cardiff, Großbritannien Tier IV – 107.500 $ Sandplatz – 32E/27Q/16D | Katrina Adams Mariaan de Swardt       | Els Callens Laurence Courtois                    | 6:0, 6:4       |
| 20.05.  | Internationaux de Strasbourg Straßburg, Frankreich Tier III – 164.250 $ Sandplatz –/16D | Lindsay Davenport                     | Barbara Paulus                                   | 6:3, 7:6       |
| 20.05.  | Internationaux de Strasbourg Straßburg, Frankreich Tier III – 164.250 $ Sandplatz –/16D | Yayuk Basuki Nicole Bradtke           | Marianne Witmeyer-Witmeyer Tami Whitlinger-Jones | 5:7, 6:4, 6:4  |
| 20.05.  | Open Páginas Amarillas Madrid, Spanien Tier II – 250.000 $ Sandplatz – 28E/14D          | Jana Novotná                          | Magdalena Maleeva                                | 4:6, 6:4, 6:3  |
| 20.05.  | Open Páginas Amarillas Madrid, Spanien Tier II – 250.000 $ Sandplatz – 28E/14D          | Jana Novotná Arantxa Sánchez Vicario  | Sabine Appelmans Miriam Oremans                  | 7:6, 6:2       |
| 20.05.  | World Doubles Cup Edinburgh, Großbritannien 188.125 $ – Sandplatz – 8D                  | Nicole Arendt Manon Bollegraf         | Gigi Fernández Natallja Swerawa                  | 6:3, 2:6, 7:6  |
| 27.05.  | French Open Paris, Frankreich Grand Slam – 4.162.503 $ Sandplatz – 128E/64Q/64D/48M     | Steffi Graf                           | Arantxa Sánchez Vicario                          | 6:3, 6.7, 10:8 |
| 27.05.  | French Open Paris, Frankreich Grand Slam – 4.162.503 $ Sandplatz – 128E/64Q/64D/48M     | Lindsay Davenport Mary Joe Fernández  | Gigi Fernández Natallja Swerawa                  | 6:2, 6:1       |
| 27.05.  | French Open Paris, Frankreich Grand Slam – 4.162.503 $ Sandplatz – 128E/64Q/64D/48M     | Patricia Tarabini Javier Frana        | Nicole Arendt Luke Jensen                        | 6:2, 6:2       |

### Juni
| Datum 1 | Turnier | Sieger(in)                             | Finalgegner(in)                 | Ergebnis      |
| ------- | --- | -------------------------------------- | ------------------------------- | ------------- |
| 10.06.  | DFS Classic Birmingham, Großbritannien Tier III – 164.250 $ Rasen – 56E/28Q/28D                            | Meredith McGrath                       | Nathalie Tauziat                | 2:6, 6:4, 6:4 |
| 10.06.  | DFS Classic Birmingham, Großbritannien Tier III – 164.250 $ Rasen – 56E/28Q/28D                            | Elizabeth Smylie Linda Wild            | Lori McNeil Nathalie Tauziat    | 6:3, 3:6, 6:1 |
| 17.06.  | Wilkinson Lady Championships Rosmalen, Niederlande Tier III – 164.250 $ Rasen – 32E/16D                    | Anke Huber                             | Helena Suková                   | 6:4, 7:62     |
| 17.06.  | Wilkinson Lady Championships Rosmalen, Niederlande Tier III – 164.250 $ Rasen – 32E/16D                    | Larisa Neiland Brenda Schultz-McCarthy | Kristie Boogert Helena Suková   | 6:4, 7:67     |
| 17.06.  | Direct Line International Championships Eastbourne, Großbritannien Tier II – 363.000 $ Rasen v 28E/32Q/16D | Monica Seles                           | Mary Joe Fernández              | 6:0, 6:2      |
| 17.06.  | Direct Line International Championships Eastbourne, Großbritannien Tier II – 363.000 $ Rasen v 28E/32Q/16D | Jana Novotná Arantxa Sánchez Vicario   | Rosalyn Nideffer Pam Shriver    | 4:6, 7:5, 6:4 |
| 24.06.  | Wimbledon Championships London, Großbritannien Grand Slam – 3.044.890 $ Rasen – 128E/64Q/64D/16Q/64M       | Steffi Graf                            | Arantxa Sánchez Vicario         | 6:3, 7:5      |
| 24.06.  | Wimbledon Championships London, Großbritannien Grand Slam – 3.044.890 $ Rasen – 128E/64Q/64D/16Q/64M       | Martina Hingis Helena Suková           | Meredith McGrath Larisa Neiland | 5:7, 7:5, 6:1 |
| 24.06.  | Wimbledon Championships London, Großbritannien Grand Slam – 3.044.890 $ Rasen – 128E/64Q/64D/16Q/64M       | Helena Suková Cyril Suk                | Larisa Neiland Mark Woodforde   | 1:6, 6:3, 6:2 |

### Juli
| Datum 1 | Turnier                                                                                      | Siegerin                                  | Finalgegnerin                           | Ergebnis  |
| ------- | -------------------------------------------------------------------------------------------- | ----------------------------------------- | --------------------------------------- | --------- |
| 15.07.  | Torneo Internazional di Palermo Palermo, Italien Tier IV – 107.500 $ Sandplatz – 32E/22Q/16D | Barbara Schett                            | Sabine Hack                             | 6:3, 6:3  |
| 15.07.  | Torneo Internazional di Palermo Palermo, Italien Tier IV – 107.500 $ Sandplatz – 32E/22Q/16D | Janette Husárová Barbara Schett           | Florencia Labat Barbara Rittner         | 6:1, 6:2  |
| 22.07.  | Olympische Sommerspiele Atlanta, Vereinigte Staaten Olympische Spiele Hartplatz – 64E/31D    | Lindsay Davenport                         | Arantxa Sánchez Vicario                 | 7:68, 6:2 |
| 22.07.  | Olympische Sommerspiele Atlanta, Vereinigte Staaten Olympische Spiele Hartplatz – 64E/31D    | Jana Novotná                              | Mary Joe Fernández                      | 7:68, 6:4 |
| 22.07.  | Olympische Sommerspiele Atlanta, Vereinigte Staaten Olympische Spiele Hartplatz – 64E/31D    | Gigi Fernández Mary Joe Fernández         | Jana Novotná Helena Suková              | 7:68, 6:4 |
| 22.07.  | Olympische Sommerspiele Atlanta, Vereinigte Staaten Olympische Spiele Hartplatz – 64E/31D    | Conchita Martínez Arantxa Sánchez Vicario | Manon Bollegraf Brenda Schultz-McCarthy | 6:1, 6:3  |

### August
| Datum 1 | Turnier                                                                                          | Sieger(in)                             | Finalgegner(in)                        | Ergebnis      |
| ------- | ------------------------------------------------------------------------------------------------ | -------------------------------------- | -------------------------------------- | ------------- |
| 05.08.  | Du Maurier Ltd. Open Montreal, Kanada Tier I – 926.250 $ Hartplatz – 56E/26Q/28D                 | Monica Seles                           | Arantxa Sánchez Vicario                | 6:1, 7:6      |
| 05.08.  | Du Maurier Ltd. Open Montreal, Kanada Tier I – 926.250 $ Hartplatz – 56E/26Q/28D                 | Larisa Neiland Arantxa Sánchez Vicario | Mary Joe Fernández Helena Suková       | 7:6, 6:1      |
| 05.08.  | Meta Styrian Open Maria Lankowitz, Österreich Tier IV – 107.500 $ Sandplatz – 32E/17Q/16D        | Barbara Paulus                         | Sandra Cecchini                        | 0:0 Aufgabe   |
| 05.08.  | Meta Styrian Open Maria Lankowitz, Österreich Tier IV – 107.500 $ Sandplatz – 32E/17Q/16D        | Janette Husárová Natalija Medwedjewa   | Lenka Cenková Kateřina Šišková         | 6:4, 7:5      |
| 12.08.  | Acura Classic Manhattan Beach, Vereinigte Staaten Tier II – 450.000 $ Hartplatz – 56E/28D        | Lindsay Davenport                      | Anke Huber                             | 6:2, 6:3      |
| 12.08.  | Acura Classic Manhattan Beach, Vereinigte Staaten Tier II – 450.000 $ Hartplatz – 56E/28D        | Lindsay Davenport Natallja Swerawa     | Amy Frazier Kimberly Po                | 6:1, 6:4      |
| 19.08.  | Toshiba Tennis Classic San Diego, Vereinigte Staaten Tier II – 450.000 $ Hartplatz – 28E/21Q/16D | Kimiko Date                            | Arantxa Sánchez Vicario                | 3:6, 6:3, 6:0 |
| 19.08.  | Toshiba Tennis Classic San Diego, Vereinigte Staaten Tier II – 450.000 $ Hartplatz – 28E/21Q/16D | Gigi Fernández Conchita Martínez       | Larisa Neiland Arantxa Sánchez Vicario | 4:6, 6:3, 6:4 |
| 26.08.  | US Open New York, Vereinigte Staaten Grand Slam – 4.741.000 $ Hartplatz – 128E/64Q/64D/16Q/32M   | Steffi Graf                            | Monica Seles                           | 7:5, 6:4      |
| 26.08.  | US Open New York, Vereinigte Staaten Grand Slam – 4.741.000 $ Hartplatz – 128E/64Q/64D/16Q/32M   | Gigi Fernández Natallja Swerawa        | Jana Novotná Arantxa Sánchez Vicario   | 1:6, 6:1, 6:4 |
| 26.08.  | US Open New York, Vereinigte Staaten Grand Slam – 4.741.000 $ Hartplatz – 128E/64Q/64D/16Q/32M   | Lisa Raymond Patrick Galbraith         | Manon Bollegraf Rick Leach             | 7:66, 7:64    |

### September
| Datum 1 | Turnier                                                                             | Siegerin                         | Finalgegnerin                   | Ergebnis      |
| ------- | ----------------------------------------------------------------------------------- | -------------------------------- | ------------------------------- | ------------- |
| 09.09.  | Pupp Czech Open Karlsbad, Tschechien Tier IV – 160.000 $ Sandplatz – 32E/26Q/16D/6Q | Ruxandra Dragomir                | Patty Schnyder                  | 6:2, 3:6, 6:4 |
| 09.09.  | Pupp Czech Open Karlsbad, Tschechien Tier IV – 160.000 $ Sandplatz – 32E/26Q/16D/6Q | Karina Habšudová Helena Suková   | Eva Martincová Elena Wagner     | 3:6, 6:3, 6:2 |
| 16.09.  | Warsaw Cup by Heros Warschau, Polen Tier III – 164.250 $ Sandplatz – 32E/26Q/16D    | Henrieta Nagyová                 | Barbara Paulus                  | 3:6, 6:2, 6:1 |
| 16.09.  | Warsaw Cup by Heros Warschau, Polen Tier III – 164.250 $ Sandplatz – 32E/26Q/16D    | Olga Lugina Elena Wagner         | Alexandra Fusai Laura Garrone   | 1:6, 6:4, 7:5 |
| 16.09.  | Nichirei International Open Tokio, Japan Tier II – 450.000 $ Hartplatz – 28E/14D    | Monica Seles                     | Arantxa Sánchez Vicario         | 6:1, 6:4      |
| 16.09.  | Nichirei International Open Tokio, Japan Tier II – 450.000 $ Hartplatz – 28E/14D    | Amanda Coetzer Mary Pierce       | Park Sung-hee Wang Shi-ting     | 6:3, 7:6      |
| 23.09.  | Fed Cup Finale Atlantic City, Vereinigte Staaten, Teppich                           | Vereinigte Staaten               | Spanien                         | 5:0           |
| 30.09.  | Sparkassen Cup Leipzig, Deutschland Tier II – 450.000 $ Teppich (Halle) – 28E/12D   | Anke Huber                       | Iva Majoli                      | 5:7, 6:3, 6:1 |
| 30.09.  | Sparkassen Cup Leipzig, Deutschland Tier II – 450.000 $ Teppich (Halle) – 28E/12D   | Kristie Boogert Nathalie Tauziat | Sabine Appelmans Miriam Oremans | 6:4, 6:4      |

### Oktober
| Datum 1 | Turnier                                                                                            | Siegerin                              | Finalgegnerin                       | Ergebnis      |
| ------- | -------------------------------------------------------------------------------------------------- | ------------------------------------- | ----------------------------------- | ------------- |
| 07.10.  | Wismilak Open Surabaya, Indonesien Tier IV – 107.500 $ Hartplatz – 32E/19Q/16D/3Q                  | Wang Shi-ting                         | Nana Miyagi                         | 6:4, 6:0      |
| 07.10.  | Wismilak Open Surabaya, Indonesien Tier IV – 107.500 $ Hartplatz – 32E/19Q/16D/3Q                  | Alexandra Fusai Kerry-Anne Guse       | Tina Križan Noëlle van Lottum       | 6:4, 6:4      |
| 07.10.  | Porsche Tennis Grand Prix Filderstadt, Deutschland Tier II – 450.000 $ Hartplatz (Halle) – 28E/16D | Martina Hingis                        | Anke Huber                          | 6:2, 3:6, 6:3 |
| 07.10.  | Porsche Tennis Grand Prix Filderstadt, Deutschland Tier II – 450.000 $ Hartplatz (Halle) – 28E/16D | Nicole Arendt Jana Novotná            | Martina Hingis Helena Suková        | 6:2, 6:3      |
| 14.10.  | European Indoors Zürich, Schweiz Tier I – 826.250 $ Hartplatz (Halle) – 28E/15Q/16D                | Jana Novotná                          | Martina Hingis                      | 6:2, 6:2      |
| 14.10.  | European Indoors Zürich, Schweiz Tier I – 826.250 $ Hartplatz (Halle) – 28E/15Q/16D                | Martina Hingis Helena Suková          | Nicole Arendt Natallja Swerawa      | 7:5, 6:4      |
| 14.10.  | Nokia Open Peking, China Tier IV – 107.500 $ Hartplatz (Halle) – 32E/18Q/16D                       | Wang Shi-ting                         | Chen Liling                         | 6:3, 6:4      |
| 14.10.  | Nokia Open Peking, China Tier IV – 107.500 $ Hartplatz (Halle) – 32E/18Q/16D                       | Naoko Kijimuta Miho Saeki             | Yuko Hosoki Kazue Takuma            | 7:5, 6:4      |
| 21.10.  | Challenge Bell Québec, Kanada Tier III – 164.250 $ Teppich (Halle) – 32E/10Q/16D/2Q                | Lisa Raymond                          | Els Callens                         | 6:4, 6:4      |
| 21.10.  | Challenge Bell Québec, Kanada Tier III – 164.250 $ Teppich (Halle) – 32E/10Q/16D/2Q                | Debbie Graham Brenda Schultz-McCarthy | Amy Frazier Kimberly Po             | 6:1, 6:4      |
| 21.10.  | SEAT Open Luxembourg Luxemburg, Luxemburg Tier III – 164.250 $ Teppich (Halle) – 32E/32Q/16D       | Anke Huber                            | Karina Habšudová                    | 6:3, 6:0      |
| 21.10.  | SEAT Open Luxembourg Luxemburg, Luxemburg Tier III – 164.250 $ Teppich (Halle) – 32E/32Q/16D       | Kristie Boogert Nathalie Tauziat      | Barbara Rittner Dominique van Roost | 2:6, 6:4, 6:2 |
| 28.10.  | Ameritech Cup Chicago, Vereinigte Staaten Tier II – 450.000 $ Teppich (Halle) – 28E/16D            | Jana Novotná                          | Jennifer Capriati                   | 6:4, 3:6, 6:1 |
| 28.10.  | Ameritech Cup Chicago, Vereinigte Staaten Tier II – 450.000 $ Teppich (Halle) – 28E/16D            | Lisa Raymond Rennae Stubbs            | Angela Lettiere Nana Miyagi         | 6:1, 6:1      |
| 28.10.  | Kremlin Cup Moskau, Russland Tier III – 400.000 $ Teppich (Halle) – 30E/19Q/16D                    | Conchita Martínez                     | Barbara Paulus                      | 6:1, 4:6, 6:4 |
| 28.10.  | Kremlin Cup Moskau, Russland Tier III – 400.000 $ Teppich (Halle) – 30E/19Q/16D                    | Natalija Medwedjewa Larisa Neiland    | Silvia Farina Barbara Schett        | 7:6, 4:6, 6:1 |

### November
| Datum 1 | Turnier                                                                                              | Siegerin                             | Finalgegnerin                        | Ergebnis                |
| ------- | --- | ------------------------------------ | ------------------------------------ | ----------------------- |
| 04.11.  | Bank of the West Classic Oakland, Vereinigte Staaten Tier II – 450.000 $ Teppich (Halle) – 28E/16D   | Martina Hingis                       | Monica Seles                         | 6:2, 6:0                |
| 04.11.  | Bank of the West Classic Oakland, Vereinigte Staaten Tier II – 450.000 $ Teppich (Halle) – 28E/16D   | Lindsay Davenport Mary Joe Fernández | Irina Spîrlea Nathalie Tauziat       | 6:1, 6:3                |
| 11.11.  | Advanta Championships Philadelphia, Vereinigte Staaten Tier II – 450.000 $ Teppich (Halle) – 28E/16D | Jana Novotná                         | Steffi Graf                          | 6:4, Aufgabe            |
| 11.11.  | Advanta Championships Philadelphia, Vereinigte Staaten Tier II – 450.000 $ Teppich (Halle) – 28E/16D | Lisa Raymond Rennae Stubbs           | Nicole Arendt Lori McNeil            | 6:4, 3:6, 6:3           |
| 18.11.  | Volvo Women’s Open Pattaya, Thailand Tier IV – 107.250 $ Hartplatz – 32E/22Q/16D/5Q                  | Ruxandra Dragomir                    | Tamarine Tanasugarn                  | 7:6, 6:4                |
| 18.11.  | Volvo Women’s Open Pattaya, Thailand Tier IV – 107.250 $ Hartplatz – 32E/22Q/16D/5Q                  | Miho Saeki Yuka Yoshida              | Tina Križan Nana Miyagi              | 6:2, 6:3                |
| 18.11.  | Chase Championships New York, Vereinigte Staaten Masters – 2.000.000 $ Teppich (Halle) – 16E/8D      | Steffi Graf                          | Martina Hingis                       | 6:3, 4:6, 6:0, 4:6, 6:0 |
| 18.11.  | Chase Championships New York, Vereinigte Staaten Masters – 2.000.000 $ Teppich (Halle) – 16E/8D      | Lindsay Davenport Mary Joe Fernández | Jana Novotná Arantxa Sánchez Vicario | 6:3, 6:2                |